# 심 더 용
심 더 용(Siem de Jong, 네덜란드어 발음: [ˈsim də ˈjɔŋ], 1989년 1월 28일 ~ )은 스위스 태생의 네덜란드 은퇴한 축구 선수이다. 공격형 미드필더로 활약했다.

## 수상 경력

### 클럽
아약스
- 에레디비시: 2010–11, 2011-12, 2012-13, 2013-14
- KNVB 컵: 2009–10
- 요한 크라위프 스할: 2013

### 개인
- 에레디비시 페어플레이상: 2012-13